# Teatro Novedades (Barcelona)
El Teatro Novedades era un teatro y cine barcelonés. La sala tenía capacidad para 1.600 espectadores, siendo el teatro de mayor aforo de la ciudad, después del Gran Teatro del Liceo y el Tívoli (este con un aforo de 1.643 personas).
Abierto en 1869, fue uno de los teatros más activos de la ciudad hasta el estallido de la Guerra civil española, y acogió estrenos de autores y obras importantes, así como las actuaciones de grandes actores y cantantes. Dedicado durante años al cine, en 1992 se recuperó como teatro, hasta que cerró el 1 de mayo de 2006. En septiembre de 2017 fue derruido.

## Situación y edificio
El primitivo Novedades estuvo situado hasta julio de 1884 en el chaflán de la ronda de San Pedro con el paseo de Gracia. Era un teatro de madera, con capacidad para 1200 personas, inaugurado en 1869 con el nombre de «Salón de Novedades». Se hacían obras de teatro, zarzuela y ópera. El local se derribó en 1884 y el teatro se trasladó al emplazamiento actual, en la esquina del paseo de Gracia con la calle de Caspe, con entrada por esta calle en el lado de montaña. El terreno, hasta entonces, estaba ocupado por los jardines del llamado Prado Catalán, y la había adquirido Alejandro M. Pons.
El edificio, proyectado por Salvador Vinyals, tenía una sala rectangular, con una platea en forma de semicírculo, cortado por el escenario. El perímetro de la sala estaba limitado por trece columnas, en las que se apoyaban los pisos primero y segundo. Veintidós hileras de butacas y veinticuatro palcos constituían la platea. Se representaron obras de teatro de todo tipo: de texto, musicales (zarzuelas y óperas), conciertos sinfónicos y de cámara, recitales y variedades.
La finca-solar situada en calle Caspe n.º 1 a 13  era y es propiedad de la Fundación Benéfica “Legado Roca i Pi” de Badalona, y fue Don Juan Marsans Peix quien desde 1918 arrendó todo el solar, construyendo el Frontón Novedades que funcionó hasta su fallecimiento en 1952 y conservando el Teatro Novedades hasta su destrucción en 1938, en plena Guerra civil española, cuando el Novedades sufrió un incendio que destruyó el local. Sus ruinas estuvieron a la vista de los barceloneses hasta 1953, fecha que la empresa Teatro Novedades S. A., edificó un nuevo local que se inauguró durante las fiestas de la Mercè de 1959.  La viuda del Sr Marsans, Elvira Cifuentes, subarrendó parte del solar (calle Caspe n.º 1 a 9) a Don Alberto Pons Mateu que entonces trabajaba en el Bar Caspe del Frontón Novedades y que estaba interesado en la reconstrucción del Teatro Novedades. Empezó las obras pero tuvo que paralizarlas en enero de 1957. 
En marzo de este mismo año, José Muntañola Rovira había subarrendado todo el solar de Calle Caspe n.º 1 a 13 para transformar el Frontón Novedades en lo que luego sería el primer aparcamiento por horas de Barcelona, el Garaje Novedades. Una de las condiciones del subarrendamiento, era que tenía que reconstruir el Teatro Novedades, por lo que se asoció con Alberto Pons Mateu para formar la Sociedad TEATRO NOVEDADES S.A., con  6 accionistas. Se nombró Consejero Delegado a José Muntañola siendo también socios fundadores José Antonio Pamies (empresario del Teatro Liceo de Barcelona) y Victor M.Tarruella. 
La reanudación de las obras de derribo de lo que quedaba del antiguo Teatro tuvo lugar el 4 de junio de 1958 y seguidamente comenzó la construcción por “Fomento de Obras y Construcciones,S.A.” dirigidas por el arquitecto Miguel Ponseti Vives. El nuevo Novedades sorprendió por su modernidad en aquel momento, ya que rompía los esquemas hasta entonces tradicionales en materia de salas de espectáculos. La estructura de hormigón hizo posible que la platea y el anfiteatro fueran más amplios de lo que era normal y, en consecuencia, permitía una visibilidad perfecta desde cualquier butaca. Tenía una capacidad de 1600 espectadores.
La idea original de José Muntañola era encontrar un empresario que pudiera alquilar y explotar el Teatro como tal.  Fue el Pedro Balañá Espinós quien vio la posibilidad de explotar la sala del futuro teatro como cine (aunque en 1910 ya se había utilizado el teatro como cine, con un programa de Variedades o "varietés", como se decía en la época. Así fue que el Teatro Novedades se inauguró como Cine Novedades con la proyección de la película “Historia de una Monja” el 21 de abril de 1960, aunque la firma de finalización de obra por su arquitecto Miguel Ponseti Vives fue el 2 de abril de 1961. Balañà utilizó también un local anexo, el Palacio Novedades como sala de fiestas en la que se presentaron muchos espectáculos de éxito. Entre 1961 y 1974 se levantó el hotel Barcelona, proyectado por Francesc Mitjans, en la planta bajadel mismo, se encuentra situado el teatro.
Pedro Balañá Espinós, su hijo Pedro Balañá Forts, su sobrino Jaime Tarrazón y las sociedades “BAlcines, S.A.” y PBESA, entraron a formar parte de la Sociedad Teatro Novedades, S.A. en 1962, y después de 1986 pasó a ser arrendatario directo del Patronato de la Fundación del Legado Roca i Pi de Badalona. 
En 1992 volvió a hacerse teatro, alternando con el cine: entonces se estrenó la versión catalana de Cabaret, dirigida por Jerôme Savary durante la Olimpiada Cultural y, posteriormente, Full Monty, dirigida por Mario Gas. El 1 de mayo de 2006 tuvo lugar la última función en el teatro: Mamá, quiero ser famoso, espectáculo de la compañía La Cubana; poco después, la empresa anunció que el teatro cerraba por falta de rendimiento. El local siguió vacío y no se llegó a efectuar la venta a un grupo comercial para transformarlo en una galería. Fue derribado en la segunda mitad del año 2017 para dar paso a un hotel de lujo, un aparcamiento subterráneo y un espacio verde accesible al público durante el día.

## Historia artística

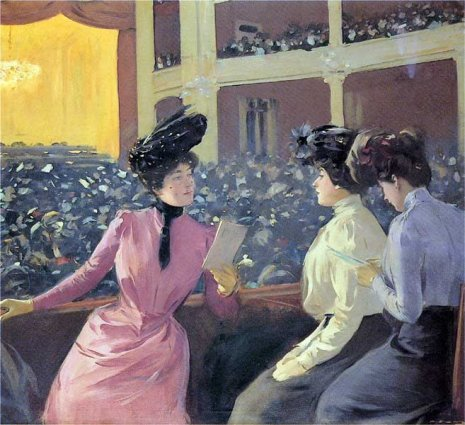
Teatro Novedades, de Ramón Casas (1901-1902).

El teatro ha sido, desde su fundación y, especialmente, entre 1880 y 1936, uno de los más activos de la ciudad, y el lugar donde se estrenaron algunas de las obras teatrales y musicales más relevantes de su momento: desde obras de Frederic Soler y Ángel Guimerá a las de Jacinto Benavente y Josep Maria de Sagarra, además de introducir obras de autores como Henrik Ibsen o Maurice Maeterlinck. Desde el comienzo, ofreció una programación variada, donde eran abundantes las representaciones de obras musicales: desde óperas y zarzuelas a conciertos de música sinfónica y de cámara.
En 1872 se estrenó en Cataluña (y por primera vez en toda España) la ópera de Filippo Marchetti, Ruy Blas y en 1875, I promessi sposi de Amilcare Ponchielli. En 1894 se dio L'arlésienne, de Alphonse Daudet con música incidental de Georges Bizet, en traducción catalana. En 1898 se estrenaron, también como estrenos en todo el estado, las óperas Mireille de Charles Gounod, Étienne Nicolas Méhul (1807) y Lakmé, de Léo Delibes. Además, se ofrecieron representaciones de: La Gioconda de Amilcare Ponchielli, Amleto de Franco Faccio, Fausto de Charles Gounod y Lohengrin de Richard Wagner, La juive de Fromental Halévy, Carmen de Georges Bizet y Mignon de Ambroise Thomas.
En 1905 se estrenaron en España Zazà de Ruggero Leoncavallo y Demon de Anton Rubinstein. En febrero, actuó la Orquesta Lamoureux de París. También se estrenó en la ciudad el oratorio Christus am Ölberge, de Beethoven.
En 1901, el 29 y 30 de abril y el 1 de mayo, actuó en su primera visita a la ciudad la Orquesta Filarmónica de Berlín, dirigida por Arthur Nikisch. El mismo año, el 6 de febrero, dirigió un concierto Felix Weingartner; también actuó la bailarina Loïe Fuller. Eleonora Duse, con su compañía ,ofreció obras de Dumas, D'Annunzio e Ibsen. En 1904 actuaron Joaquim Malats en octubre, y en noviembre Pau Casals y Bauer (Casals ya había actuado en 1891, en un concierto benéfico). También actuó como pianista Camille Saint-Saëns.
En 1898 cantó Josefina Huguet, en 1907, Victor Maurel y José Palet (con Rigoletto y Otello) y en 1910 Hipólito Lázaro cantó su primera ópera (La favorita de Gaetano Donizetti). También fue escenario de importantes estrenos de autores de zarzuela catalanes, como el de Romanza Hungara, del compositor Joan Dotras Vila, en 1937.